# Uracanthus pseudogigas
Uracanthus pseudogigas är en skalbaggsart som beskrevs av Thongphak och Wang 2007. Uracanthus pseudogigas ingår i släktet Uracanthus och familjen långhorningar. Inga underarter finns listade i Catalogue of Life.